# Zainsk
Zainsk é uma cidade do Tartaristão, na Rússia, com 38486 habitantes (2021). É o centro administrativo do Distrito de Zainsky. A sua origem remonta a 1652, data em que foi fundada como uma fortaleza.